# Peter Apelgren
Ulf Peter Apelgren, född 13 februari 1959 i Johannebergs församling i Göteborg, är en svensk komiker och konstnär.

## Biografi
Peter Apelgren tänkte bli ingenjör, men kom istället att gå en flerårig utbildning inom bildkonst i Florens. Han har arbetat som konstnär, men också inom tv, som föreläsare samt som komiker.
Peter Apelgren har bland annat arbetat på Sveriges Radio P3 med humorprogrammet Rally. Som komiker är han känd för att improvisera. I Kanal Lokal Göteborgs humorprogram Lycka till (ca 2006–2008) gjorde han med eget material parodier på olika vardagssituationer. Själva programmet var i stort inspelat hemma i bostaden, medan sketcherna ofta var inspelade i närområdet. Han gjorde 2005 en julshow på Restaurang Trädgårn i Göteborg, Cabaretfantomen på taket. Han deltog i invigningen av Friidrotts-EM 2006 på Götaplatsen, där han på ett fåtal minuter skapade en egen version av en tavla av Picasso. Tillsammans med Hélène Benno vann Apelgren tv-programmet På spåret 2011. 
Peter Apelgren medverkade i juni 2015 tillsammans med sin fru Anna Mannheimer som värd för Sommar i P1.
Han har deltagit i SVTs TV-program Kulturfrågan Kontrapunkt under flera säsonger.
Apelgren driver sedan mars 2018 podcasten The Saltet Podcast (tidigare Apelgren, Andersson & Saltet) med sonen Wilmer Apelgren, komikern Niklas Andersson och scenteknikern Rolle Andersson.
År 2023 medverkade han åter i På spåret, denna gång tillsammans med sin son Hector Apelgren.
Hösten 2025 sätter Apelgren upp humorföreställningen “Livets efterrätt”. Med den vill Apelgren sätta punkt för ett nästan 40 år långt liv på olika teaterscener.

### Familj
Peter Apelgren har tillsammans med Christine Apelgren (1961–2020) barnen Hector och Wilmer Apelgren. Han är sedan 2001 gift med journalisten och programledaren Anna Mannheimer och de har en dotter tillsammans.

## Film och TV-medverkan
- 1991 – Brutal-TV  (TV-serie)
- 2001 – Pangbulle (TV-serie)
- 2001 – Parasit-TV (TV-serie)
- 2006–2009 – Kanal Lokal Göteborg
- 2011 – På spåret
- 2017–2019 – Kulturfrågan Kontrapunkt (TV-serie)
- 2018 – Tror du jag ljuger? (TV-serie)
- 2018 – Helt perfekt (TV-serie)
- 2018 – Tårtgeneralen (TV-serie)
- 2019 – Enkelstöten (TV-serie)
- 2019 – Solsidan (TV-serie)
- 2020 – Bäst i Test (TV-serie)
- 2020 – Fullt hus (TV-serie)
- 2021 – En hederlig jul med Knyckertz (TV-serie)
- 2023 – På spåret